# 大洋製器工業
大洋製器工業（たいようせいきこうぎょう）は、大阪市西区に本社を置く、建築・土木の現場や工場で使う、シャックル・フック・リング・スリングなど各種吊り具を製造・販売する企業。

## 所在地
- 大阪府大阪市西区千代崎1丁目10-2

## 事業所
- 大阪支店
- 東京支店
- 福岡営業所
- 札幌営業所
- 仙台営業所
- 名古屋営業所
- 広島営業所
- 横浜営業所

## 沿革
- 1938年1月 - 船舶艤装金物メーカーとして発足。
- 1948年5月 - 現在地において事業再開。大洋船舶金物製作所として船舶艤装金物の製造販売を開始。
- 1954年1月 - ウインチ滑車の製造販売を主目的として富士製作所を設立。
- 1956年3月 - 大洋海陸金物製作所と社名変更。建設用及び山林用金物の製造販売を開始。
- 1961年3月 - 大阪市西区九条南にシャックルの専用鍛造工場を新設。
- 1967年4月 - 高槻工場完成。市内工場を全面移転。
- 1976年5月 - 富士製作所と対等合併。大洋製器工業と社名変更。
- 1998年12月 - ISO9001認証取得。

## 主な製造・販売品目
- シャックル
- フック
- リンク
- 繊維スリング
- ワイヤロープ